# Polityka
Tygodnik Polityka je polský společensko-politický týdeník.

## Historie
Byl založen v roce 1957. Zabývá se politickými událostmi, ekonomikou, kulturou, vědou a historií v Polsku, Evropě i v celém světě, průběžně je komentuje a analyzuje. Obsahuje též fejetony a reportáže. Styl a úroveň článků o politice odpovídá zhruba článkům v Respektu, grafickým provedením Reflexu.
V roce 1990 se týdeník vydělil z vydavatelství RSW Prasa-Książka-Ruch ('Robotnicza Spółdzielnia Wydawnicza „Prasa Książka Ruch“, Dělnické vydavatelské družstvo tisk-kniha-Ruch), které vzniklo v roce 1973 spojením nakladatelství Książka i Wiedza [kniha a věda] a novinové společnost Ruch [hnutí]), což bylo vydavatelství PZPR, které bylo rozhodnutím Sejmu v březnu 1990 zrušeno. Časopis nyní vydává vlastní družstvo „Polityka“ - Spółdzielnia Pracy (Polityka - pracovní družstvo).
Od roku 1995 vychází barevně na křídovém papíře. Několikrát do roka se objevují různé přílohy, od kuchařských předpisů, přes informační příručky, věnující se tématům typu, jak si vybírat elektroniku nebo jak se dívat na výsledky lékařských prohlídek, až po historické sešitky, zabývající se podrobněji několika tématy.

### Literární oceněníPaszporty Polityki
Od roku 1992 uděluje významným autorům z oblasti kultury ceny zvané Pasy Polityky (Paszporty Polityki).